# Sermiers

Sermiers este o comună în departamentul Marne, Franța. În 2009 avea o populație de 567 de locuitori.